# Bieberer Berg Stadion

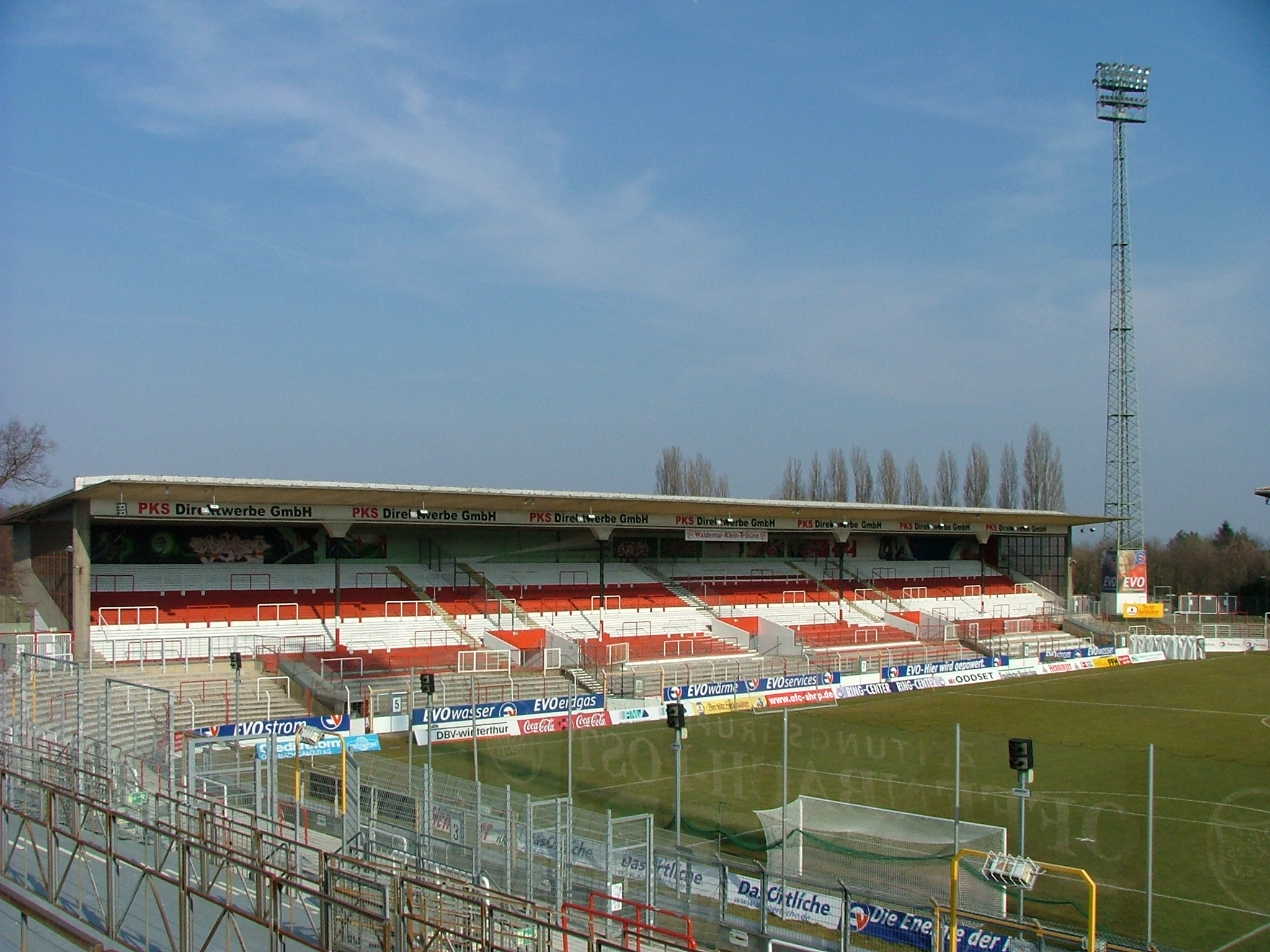
Stadion Bieberer Berg

A Bieberer Berg Stadion egy többfunkciós stadion Offenbachban, Németországban.
Leggyakrabban labdarúgó-mérkőzéseket tartanak benne. A stadion befogadóképessége jelenleg 30 605 fő. 1921-ben építették és 1921. május 21-én adták át. Ebben a stadionban játssza hazai mérkőzéseit a Bundesliga másodosztályában szereplő Kickers Offenbach.
A stadion elhelyezkedése Offenbach városközpontja és az előváros Bieber között van.